# Oncicola megalhaesi
Oncicola megalhaesi är en hakmaskart som beskrevs av Machado 1962. Oncicola megalhaesi ingår i släktet Oncicola och familjen Oligacanthorhynchidae. Inga underarter finns listade i Catalogue of Life.